# Княжий титул гетьмана Мазепи
Княжий титул гетьмана Мазепи — титул  князя Священної Римської імперії, наданий Івану Мазепі 1 вересня 1707 року австрійським імператором Йосифом I.   Про присвоєння титулу зроблено запис в реєстраційній книзі ("Райхсадельсамт"),  том XII, князем Шемборном. Однак грамоту про присвоєння княжого титулу гетьману Мазепі отримати не вдалося через те, що вона не була викуплена. Іван Мазепа вручив  Меншикову для викупу грамоти 3000 дукатів, однак ці гроші Меншиков до Відня не передав. На думку Теодора Мацківа, ці гроші Меншиковим були привласнені.  

## Історія

Князь Священної Римської імперії Іван Мазепа

У квітні 1707 року, під час військової наради в Жовкві, цар Петро I повідомляє гетьману Мазепі про свій намір реорганізувати козацьку армію, що означало скасування самостійності українського війська і ліквідацію  Гетьманщини. Крім цього, княгиня Анна Дольська у своєму листі до гетьмана пише, що Меншиков, плетучи інтриги, "риє яму йому і сам хоче стати гетьманом України". 
Щоб пом'якшити удар від такого рішення, цар вирішує зробити Івана Мазепу князем Священної Римської імперії. З цією метою в Посольському Наказі було сфабриковано  листа до імператора Йосифа І про те, що нібито Мазепа сам просить про князівській титул. Після відправлення цього листа до Відня, Петро І доручає німецькому дипломату барону Генріху фон Гуйссену вирішити питання про князівський титул для гетьмана Мазепи.
Гетьман Мазепа, знаючи про інтриги Меншикова і Петра І, в розмові з  Пилипом Орликом сказав:

| "... Я сам добре знаю, що вони задумали зробити зі мною і з усіма вами: мене хочуть задовольнити гідністю князя Римської імперії, всю старшину викорінити, наші міста забрати під свою владу, поставити в них своїх начальників та губернаторів. ... Меншиков просив у царя для себе Чернігівське князівство, через яке він пробиває собі дорогу до гетьманства ". [9] |
Сфабрикований лист, написаний нібито гетьманом Мазепою, зберігся в австрійському Державному архіві. Він був досліджений Теодором Мацківом і  Орестом Субтельним, які, зробивши графологічну експертизу підпису на цьому листі із справжніми підписами гетьмана Мазепи, прийшли до висновку, що лист підписав не гетьман Мазепа . Також почерк написаного листа не збігся і з почерком Пилипа Орлика, який писав всі гетьманські листи.
Тим не менш, за допомогою барона Генріха фон Гуйссена, Іван Мазепа отримує титул князя. Надання княжої гідності Мазепі було правочинним і без того, отримав він чи ні свою княжу грамоту, тому що про князівській титул Мазепи в Європі було загальновідомо. Англійський посол у Відні Філіп Медовс писав у своєму звіті за 26 грудня 1708 року, що "... свого часу цар постарався для генерала Мазепи отримати гідність князя Священної Римської Імперії як винагороду за його службу в минулому". Популярний німецький журнал "Ной ерефнетер гісторішер Більдерзаль" у виданні за 1710 рік, згадуючи про Мазепу, писав: "Князь Мазепа, як начальник і полководець козаків ...".